# Dear, deer
『dear, deer』（ディア・ディアー）は、tacicaの1枚目のベストアルバム。2021年12月22日にSME Recordsから発売。

## 解説
tacicaキャリア初のベストアルバム。このベストアルバムにはインディーズ時代の楽曲「HERO」「黄色いカラス」から最新シングル「aranami」までの代表曲に新曲「dear, deer」を加えた全16曲を収録。過去の楽曲はすべてリマスタリングが施されている。
本作はBlu-rayまたはDVD付きの初回限定盤2仕様、CDのみの通常盤の合計3仕様でリリースされ、初回限定盤付属ディスクにはライブ映像が収められる。アルバムのジャケットデザインは地元・北海道の風景をもとに作られた幻想的なビジュアルとなっている。

## 収録曲
1. HERO
1stミニアルバム収録曲。
2. 黄色いカラス
1stシングル表題曲。
3. アースコード(ver.118STG)
1stフルアルバム収録曲。
4. 人鳥哀歌
2ndシングル表題曲。
5. メトロ
3rdシングル表題曲。
6. 神様の椅子
4thシングル表題曲。
7. 命の更新
5thシングル表題曲。
8. ハイライト
3rdフルアルバム収録曲。
9. newsong
6thシングル表題曲。テレビアニメ「NARUTO -ナルト- 疾風伝」オープニングテーマ。
10. HALO
7thシングル表題曲。テレビアニメ「宇宙兄弟」オープニングテーマ。
11. LEO
8thシングル表題曲。テレビアニメ「ハイキュー!!」エンディングテーマ。
12. 発熱
9thシングル表題曲。テレビアニメ「ハイキュー!! セカンドシーズン」エンディングテーマ。
13. ordinary day
10thシングル表題曲。
14. 煌々
11thシングル表題曲。
15. aranami
12thシングル表題曲。テレビアニメ「波よ聞いてくれ」オープニングテーマ。
16. dear, deer

### 初回生産限定盤映像
A(BD : SECL-2733～4)、B(DVD : SECL-2735～6)にそれぞれ収録。初回盤Bにはtacica結成15周年記念公演＜象牙の塔＞@中野サンプラザホール 2021/04/03のみ収録される。
| #   | タイトル         | 作詞 | 作曲・編曲 |
| --- | ---------------- | ---- | ---------- |
| 1.  | 「鳥兎」         |      |            |
| 2.  | 「aranami」      |      |            |
| 3.  | 「命の更新」     |      |            |
| 4.  | 「YELLOW」       |      |            |
| 5.  | 「SUNNY」        |      |            |
| 6.  | 「象牙の塔」     |      |            |
| 7.  | 「冒険衝動」     |      |            |
| 8.  | 「煌々」         |      |            |
| 9.  | 「ordinary day」 |      |            |
| 10. | 「回転盤」       |      |            |
| 11. | 「ねじろ」       |      |            |
| 12. | 「アースコード」 |      |            |

| #   | タイトル           | 作詞 | 作曲・編曲 |
| --- | ------------------ | ---- | ---------- |
| 1.  | 「トワイライト」   |      |            |
| 2.  | 「刹那」           |      |            |
| 3.  | 「煌々」           |      |            |
| 4.  | 「name」           |      |            |
| 5.  | 「ordinary day」   |      |            |
| 6.  | 「中央線」         |      |            |
| 7.  | 「WAKIME」         |      |            |
| 8.  | 「Lynx」           |      |            |
| 9.  | 「SUNNY」          |      |            |
| 10. | 「ホワイトランド」 |      |            |
| 11. | 「wonder river」   |      |            |
| 12. | 「latersong」      |      |            |